# Grand Prix Formule 1 van Oostenrijk 1977
De Grand Prix Formule 1 van Oostenrijk 1977 werd gehouden op 14 augustus 1977 op de Österreichring.

## Uitslag
| Positie | Nummer | Rijder             | Team               | Ronden | Tijd/Opgave     | Startplaats | Punten |
| ------- | ------ | ------------------ | ------------------ | ------ | --------------- | ----------- | ------ |
| 1       | 17     | Alan Jones         | Shadow-Ford        | 54     | 1:37:16.49      | 14          | 9      |
| 2       | 11     | Niki Lauda         | Ferrari            | 54     | +20,13 s        | 1           | 6      |
| 3       | 8      | Hans Joachim Stuck | Brabham-Alfa Romeo | 54     | +34,5 s         | 4           | 4      |
| 4       | 12     | Carlos Reutemann   | Ferrari            | 54     | +34,75 s        | 5           | 3      |
| 5       | 3      | Ronnie Peterson    | Tyrrell-Ford       | 54     | +72,09 s        | 15          | 2      |
| 6       | 2      | Jochen Mass        | McLaren-Ford       | 53     | +1 Ronde        | 9           | 1      |
| 7       | 24     | Rupert Keegan      | Hesketh-Ford       | 53     | +1 Ronde        | 20          |        |
| 8       | 7      | John Watson        | Brabham-Alfa Romeo | 53     | +1 Ronde        | 12          |        |
| 9       | 27     | Patrick Neve       | March-Ford         | 53     | +1 Ronde        | 22          |        |
| 10      | 30     | Brett Lunger       | McLaren-Ford       | 53     | +1 Ronde        | 17          |        |
| 11      | 28     | Emerson Fittipaldi | Fittipaldi-Ford    | 53     | +1 Ronde        | 23          |        |
| 12      | 33     | Hans Binder        | Penske-Ford        | 53     | +1 Ronde        | 19          |        |
| 13      | 4      | Patrick Depailler  | Tyrrell-Ford       | 53     | +1 Ronde        | 10          |        |
| 14      | 34     | Jean-Pierre Jarier | Penske-Ford        | 52     | +2 Ronden       | 18          |        |
| 15      | 19     | Vittorio Brambilla | Surtees-Ford       | 52     | +2 Ronden       | 13          |        |
| 16      | 18     | Vern Schuppan      | Surtees-Ford       | 52     | +2 Ronden       | 25          |        |
| 17      | 36     | Emilio de Villota  | McLaren-Ford       | 50     | Ongeluk         | 26          |        |
| NF      | 20     | Jody Scheckter     | Wolf-Ford          | 45     | Spin            | 8           |        |
| NF      | 1      | James Hunt         | McLaren-Ford       | 43     | Motor           | 2           |        |
| NF      | 23     | Patrick Tambay     | Ensign-Ford        | 41     | Motor           | 7           |        |
| NF      | 6      | Gunnar Nilsson     | Lotus-Ford         | 38     | Motor           | 16          |        |
| NF      | 16     | Arturo Merzario    | Shadow-Ford        | 29     | Versnellingsbak | 21          |        |
| NF      | 26     | Jacques Laffite    | Ligier-Matra       | 21     | Olielek         | 6           |        |
| NF      | 5      | Mario Andretti     | Lotus-Ford         | 11     | Motor           | 3           |        |
| NF      | 10     | Ian Scheckter      | March-Ford         | 2      | Ongeluk         | 24          |        |
| NF      | 22     | Clay Regazzoni     | Ensign-Ford        | 0      | Ongeluk         | 11          |        |
| NQ      | 38     | Brian Henton       | March-Ford         |        |                 |             |        |
| NQ      | 39     | Ian Ashley         | Hesketh-Ford       |        |                 |             |        |
| NQ      | 25     | Héctor Rebaque     | Hesketh-Ford       |        |                 |             |        |
| NQ      | 9      | Alex Ribeiro       | March-Ford         |        |                 |             |        |

## Wetenswaardigheden
- De overwinning van Alan Jones was zo onverwacht, dat de organisatoren geen opname hadden van het Australische volkslied. In plaats hiervan werd "Happy Birthday" gespeeld.

## Statistieken
| Pole-position | Niki Lauda  | Ferrari      | 1:39.32 |
| Snelste ronde | John Watson | McLaren-Ford | 1:40.96 |

## Noot
- Eerste rondes als raceleider, eerste podiumplaats en eerste Grand Prix-winst voor Alan Jones.

1963 · 1964 · 1970 · 1971 · 1972 · 1973 · 1974 · 1975 · 1976 · 1977 · 1978 · 1979 · 1980 · 1981 · 1982 · 1983 · 1984 · 1985 · 1986 · 1987 · 1997 · 1998 · 1999 · 2000 · 2001 · 2002 · 2003 · 2014 · 2015 · 2016 · 2017 · 2018 · 2019 · 2020 · 2021 · 2022 · 2023 · 2024 · 2025